# نیره پیروزبخت
نیره‌سادات پیروزبخت مدیر اجرایی بازنشسته
است که در دی ماه سال ۱۳۹۲ با حکم حسن روحانی به عنوان رئیس سازمان ملی استاندارد ایران منصوب شد.
وی به پیشنهاد محمد شریعتمداری معاون اجرایی رئیس‌جمهور و با تصویب هیئت دولت به این سمت منصوب شد. او پیش از آن مدیرکل ارزیابی کیفیت کالاهای صادراتی و وارداتی و همچنین مدیرکل صنایع مکانیک و فلزشناسی سازمان بود. وی دارای لیسانس مهندسی مواد (ریخته‌گری) از دانشگاه علم و صنعت ایران است. او از جمله مهمانان برنامه خندوانه بوده است.